# Vindrac-Alayrac
Vindrac-Alayrac is een gemeente in het Franse departement Tarn (regio Occitanie) en telt 171 inwoners (1999). De plaats maakt deel uit van het arrondissement Albi. Naast Frans wordt er ook Occitaans gesproken.

## Geografie
De oppervlakte van Vindrac-Alayrac bedraagt 10,1 km², de bevolkingsdichtheid is 16,9 inwoners per km².
De onderstaande kaart toont de ligging van Vindrac-Alayrac met de belangrijkste infrastructuur en aangrenzende gemeenten.

## Demografie
Onderstaande figuur toont het verloop van het inwonertal (bron: INSEE-tellingen).